# Xã Elon, Quận Ashley, Arkansas
Xã Elon (tiếng Anh: Elon Township) là một xã thuộc quận Ashley, tiểu bang Arkansas, Hoa Kỳ. Năm 2010, dân số của xã này là 477 người.